# Gilbert Cesbron
Gilbert Cesbron (Parigi, 13 gennaio 1913 – Parigi, 12 agosto 1979) è stato uno scrittore e filosofo francese.

## Biografia
Dopo gli studi al lycée Condorcet a Parigi, poi presso l'École des sciences politiques, Gilbert Cesbron si indirizza al Consiglio di Stato, ma si apre ad una carriera nella radio, attività che svolgerà in parallelo a quella di scrittore, nella quale debutta nel 1934 con la raccolta di poesie Torrent.
Il suo primo romanzo, Gli innocenti di Parigi, appare in Svizzera nel 1944 e ottiene un vero successo, che gli porterà il premio della Gilda del libro nello stesso anno. La sua fama si afferma nel 1948 con La nostra prigione è un regno che riceve il premio Sainte-Beuve, e con la sua opera teatrale più celebre, adattata sia per la radio che per la televisione: È mezzanotte, dottor Schweitzer, pubblicata nel 1952.
Nel 1957 pubblica una raccolta di testi una parte dei quali è comparsa in feuilleton in diversi giornali tra cui le Figaro: Liberate Barabba, di cui un tema ricorrente è l'insensibilità contemporanea.
Riceve il premio Prince-Pierre-de-Monaco per il complesso della sua opera nel 1962.
Dal 1972, si indirizza all'azione sociale e lo ritroviamo alla guida di opere umanitarie come il Soccorso Cattolico. Nel 1978 riceve il premio della Città di Parigi per l'insieme della sua opera.
Muore il 13 agosto 1979, a 66 anni, per un cancro inoperabile. È sepolto al cimitero di Bourré (Loir-et-Cher).

## Temi trattati
Oltre che romanziere, saggista, autore drammatico, Gilbert Cesbron sceglie come sfondo delle proprie opere temi di attualità che lo appassionano: i prêtres ouvriers in I santi vanno all'inferno, la gioventù delinquente in Cani perduti senza collare, l'eutanasia in È più tardi di quanto credi o la violenza e la non-violenza in Tra cani e lupi.
I suoi romanzi sono caratterizzati dall'intento di penetrare la realtà della società contemporanea con lo sguardo di un cristiano convinto che intende «evocare la morale senza essere moralista», come diceva lui stesso.
È con evidente tenerezza e sincerità che Cesbron si china nei suoi scritti sulla miseria, la sofferenza, l'umiliazione delle classi più sfavorite. Diviso tra stile popolare e preziosismi letterari, Cesbron arriva a farsi apprezzare da un vasto pubblico per la scelta dei soggetti che affronta.

## Opere

### Romanzi
- Gli innocenti di Parigi (1944)
- Si crede di sognare (1945)
- La Tradizione Fontquernie (1947)
- La nostra prigione è un regno (1948), 1 299 000 copie vendute[3]
- La Souveraine (1949)
- Boismort où l'oiseau chante (1950)
- I Santi vanno all'inferno (1952), 1 648 000 copie vendute[3]
- Cani perduti senza collare (1954), 3 982 000 copie vendute[3]
- Vedrete il cielo aperto (1956), 653 000 copie vendute[3]
- È più tardi di quanto credi (1958), 1 098 000 copie vendute[3]
- Essere stato (1960)
- Tra cani e lupi (1962)
- Un'ape contro il vetro (1964)
- Hanno assassinato Mozart (1966), 1 183 000 copie vendute[3]
- Sto male nella tua pelle (1969)
- Ecco il tempo degli impostori (1972)
- Don Giovanni in autunno (1975)
- Eppure io vi amavo (1977), 1 034 000 copie vendute[3]
- Compagni della notte (1938, pubblicato nel 1995)

### Racconti e novelle
- Dell'Oltremondo (Raccolta di 23 racconti) (1949)
- Portato dal vento (1951)
- Tutto dorme e io veglio (1959)
- La Città coronata di spine (1964)
- Bambini dai capelli grigi (1968)
- Un giardino senz'acqua (1979)
- Leur pesant d'écume (1980)
- Tanto amore perduto (1981)

### Saggi
- Chasseur maudit (1953)
- Il secolo chiede aiuto (1955)
- Liberate Barabba (1957)
- Una sentinella attende l'aurora (1965)
- Lettera aperta a una giovane ragazza morta (1968)
- Ciò che io credo (1970)
- Lezioni di abisso (1971)
- Mourir étonné (1976)
- Otto parole per l'eternità (1978)
- Oltre una certa età (1980)
- Guardarla in faccia, (riflessioni sulla morte) Éditions Robert Laffont,(1982), Mille copeaux d'ébène, L'écluse, Un mémorial de marbre noir, « Il y avait là un jardin… ».

### Teatro
- È mezzanotte, dottor Schweitzer, seguito da Briser la Statue (1952), 757 000 copie vendute[3]
- L'uomo solo, seguito da Fedra a Colombes e da ultimo atto (Grand Prix d'Art dramatique, Enghien, 1961)
- Morto per primo, seguito da Povero Philippe (1970)

### Altre opere
- Torrent (poesie) (1934)
- I Piccoli degli Uomini (raccolta di foto con didascalie) (1954)
- Basta amare (racconto della vita di S. Bernadette ; scenario del film omonimo realizzato da Robert Darène) (1960)
- Diario senza data (volume 1) (1963)
- Finché faccia giorno (Journal sans date, volume 2) (1967)
- Un miroir en miettes (Journal sans date, volume 3) (1973)
- Merci l'oiseau (poesie) (1976)
- Ce qu'on appelle vivre (proposte raccolte da Maurice Chavardès) alle edizioni Stock, 1977.
- Felici di nulla (1979)
- Un'allegra disperazione (1983)

## Adattamenti

### Per il cinema
- 1952 : È mezzanotte, dottor Schweitzer (Cinéma) - Réal. André Haguet - Jean Debucourt, Pierre Fresnay, Jean Lanier
- 1955 : Cani perduti senza collare (Cinéma) - Réal. Jean Delannoy - Jean Gabin, Robert Dalban, Jean-Jacques Delbo

### Per la televisione
- 1977 : C'est Mozart qu'on assassine - Réal. Pierre Goutas, Cyril Brisse, Henri Garcin, Catherine Rich, Louis Seigner